# Peltocheirus paradoxus
Peltocheirus paradoxus är en insektsart som beskrevs av Melichar 1926. Peltocheirus paradoxus ingår i släktet Peltocheirus och familjen dvärgstritar. Inga underarter finns listade i Catalogue of Life.